# Brachyunguis cahuillae
Brachyunguis cahuillae är en insektsart. Brachyunguis cahuillae ingår i släktet Brachyunguis och familjen långrörsbladlöss. Inga underarter finns listade i Catalogue of Life.